# 伊藤操
伊藤 操（いとう みさお）は日本のファッションジャーナリスト、アートプロデューサー、女流作家。

## 来歴
1971年明治大学文学部演劇学科卒業。1973年サン・デザイン研究所スタイリスト科卒業。
主にニューヨークでキャリアを積み、1985年から2000年まで繊研新聞社ニューヨーク通信員等として、日本のメディアにニューヨークのファッション、アート、ライフスタイル等を紹介し、『マリ・クレール』日本版、『エスクァイア』日本版、『エル・ジャポン』、『フィガロ・ジャポン』、『GQ』などに記事を寄稿。
寄稿。2001年に帰国し、日本版｢ハーパース・バザー｣編集長に就任（2001年 - 2006年1月）。
2009年インターナショナル・ラグジュアリー・メディア顧問。また、株式会社バンタンが主催する「NYクリエイティブクルーズ」のオーガナイザー等を務める他、これまでに、ダナ・キャラン、ジョルジオ・アルマーニ、ラルフ・ローレン等の主要デザイナーから、スウェーデン次期王位継承者のヴィクトリア王女、女優・プロデューサーサラ・ジェシカ・パーカー、韓国スターイ・ビョンホン等までのインタビュー実績がある。
BS朝日『プレシャス・コンシャス』のコメンテーター（2005～2007年）、BSフジ『ファッショニスタ』のレギュラー・コメンテイター（2006～2007年）なども務めた。
現在、ニューヨークと東京をベースにアート、ビューティー、ファッション等、さまざまなプロジェクトを展開中。恋愛小説も執筆し、英語版も出版されている。また、"Call Me Again"等、ラブソングの作詞作曲も手がける。FaceBookに、"New York Health Report"を執筆。

## 著書
- 『ティナの贈りもの』 TBSブリタニカ、1994年12月。ISBN 978-4484942230
- 『マネージ―ダナ・キャランを創った男 滝富夫』 扶桑社、2000年2月。ISBN 978-4594028671
- 『私をみつけて』 ローカス、2008年4月22日。ISBN 978-4898149119
- 『あなたを待ちながら』 クリーク・アンド・リバー社
- 『NY失恋MAP～ニューヨークで恋をした9人の女性たちの失恋マップ』 クリーク･アンド･リバー社

## 訳書
- ジュディ・クリアンスキー著『明日 元気になあれ―Dr.ジュディの愛と性のセラピー』 マガジンハウス、1993年10月。ISBN 978-4838704910